# Sojus 26
Sojus 26 ist die Missionsbezeichnung für den am 10. Dezember 1977 gestarteten Flug eines sowjetischen Sojus-Raumschiffs zur sowjetischen Raumstation Saljut 6. Es war der erste erfolgreiche Besuch eines Sojus-Raumschiffs bei dieser Raumstation und der 44. Flug im sowjetischen Sojusprogramm. Das Raumschiff diente der ersten Langzeitbesatzung Saljut 6 EO-1 für den Hinflug und wurde von der Besuchsmannschaft Saljut 6 EP-2 zur Erde zurückgebracht.

## Besatzung

### Startbesatzung
- Juri Wiktorowitsch Romanenko (1. Raumflug), Kommandant
- Georgi Michailowitsch Gretschko (2. Raumflug), Bordingenieur

Gretschko war beim vorhergehenden Flug nicht in der Ersatzmannschaft, sondern in der Unterstützungsmannschaft. Da nach dem Fehlschlag von Sojus 25 eine Mannschaft nicht mehr nur aus Neulingen bestehen durfte, hatte er den Vorzug vor Iwantschenkow bekommen, der wieder in die Ersatzmannschaft eingeteilt wurde.

### Ersatzmannschaft
- Wladimir Wassiljewitsch Kowaljonok, Kommandant
- Alexander Sergejewitsch Iwantschenkow, Bordingenieur

Kowaljonok war zuvor Kommandant des fehlgeschlagenen Fluges Sojus 25, der nur zwei Monate zurücklag.
Die Unterstützungsmannschaft bestand aus Wladimir Ljachow, Leonid Popow, Waleri Rjumin und Walentin Lebedew.

### Rückkehrbesatzung
- Wladimir Alexandrowitsch Dschanibekow (1. Raumflug), Kommandant
- Oleg Grigorjewitsch Makarow (2. Raumflug), Bordingenieur

## Missionsüberblick
Diese Mission stellte einen weiteren Schritt zum permanenten Aufenthalt von Kosmonauten in der Erdumlaufbahn dar. Dazu war Saljut 6 mit zwei Kopplungsstutzen ausgerüstet. Damit war die Sowjetunion in der Lage, einige Erstleistungen zu erzielen (zum Beispiel die erstmalige Kopplung von drei Raumflugkörpern).
Die Wahl des Startzeitpunktes war riskant. Es war die erste Startmöglichkeit nach dem Fehlschlag von Sojus 25. Die Besatzung würde im Winter in der Station sein, dem schwierigsten Wetter für Start und Landung. Die Kopplung musste am hinteren, unerprobten Kopplungsstutzen erfolgen, weil Sojus 25 zwei Monate zuvor (vergeblich) am vorderen Adapter docken wollte.
Nachdem der erste Besuch mit Sojus 25 am vorderen Kopplungsstutzen nicht ankoppeln konnte, musste durch einen Weltraumausstieg geklärt werden, ob das zweite Kopplungaggregat beschädigt oder funktionsunfähig ist. Dieser Ausstieg erfolgte am neunten Flugtag. Es war der erste russische Ausstieg seit 1969. Zum ersten Mal wurde dabei der Raumanzug Orlan benutzt, der auch heute noch in der Raumstation ISS verwendet wird. Damit erfolgte zugleich seine intensive Erprobung.
Diese erfolgte in dem als „Übergangssektion“ bezeichneten vorderen Stationsteil, der sich hermetisch gegenüber der restlichen Station abschließen lässt. Nachdem die Atemluft abgelassen wurde, verließ Gretschko (zumindest teilweise) die Station und Romanenko blieb in der als Luftschleuse genutzten Übergangssektion. Mit einer Farbfernsehkamera und speziellen Werkzeugen wurde der Kopplungsstutzen untersucht. Beschädigungen waren nicht festzustellen. Das hieß, die Störung hatte an Sojus 25 gelegen. Das Außenbordmanöver dauerte eine Stunde und 28 Minuten.
Durch diese Aktion war der Weg frei für die Koppelung mit Sojus 27 mit Wladimir Dschanibekow und Oleg Makarow. Mit ihrer Ankoppelung am 11. Januar 1978 entstand das erste Objekt, das aus drei Raumflugkörpern zusammengesetzt war. Mit der Gastmannschaft wurden daher auch Experimente zur Stabilität des Komplexes (Erzeugung von Schwingungen, Messung von Resonanzfrequenzen) durchgeführt.
Da die Missionsdauer der ersten Besatzung die Lebensdauer eines Sojusraumschiffs überstieg, wurde zum ersten Mal ein Raumschifftausch an einer Raumstation durchgeführt, eine Praxis, die später häufig geübt wurde. In diesem Fall wollte man ein Umkoppeln des Sojus-26-Raumschiffs vom hinteren zum vorderen Stutzen vermeiden. Der hintere Stutzen wurde aber für das Versorgungsraumschiff Progress benötigt, da sich hier die Anschlüsse zum Nachtanken befinden. Die notwendigen Arbeiten (Umbau der personengebundenen Sitzschalen und Raumanzüge usw.) wurden ebenfalls erprobt.
Sojus 26 war somit das erste Raumschiff, das im All die Mannschaft komplett ausgetauscht hatte. Einen Teilaustausch hatten zuvor Sojus 4 und Sojus 5 im Jahre 1969 unternommen.